# NGC 179

NGC 179

إن جي سي 179 (NGC 179) هي مجرة تقع في كوكبة قيطس، وقد تم اكتشافها عام 1886.

## روابط خارجية
- NGC 179 على موقع ويكي سكاي: DSS2, SDSS, GALEX, IRAS, Hydrogen α, X-Ray, Astrophoto, Sky Map, Articles and images